# Lichoceves
Lichoceves település Csehországban, Nyugat-prágai járásban. Lichoceves Číčovice, Svrkyně, Okoř, Statenice, Tuchoměřice és Velké Přílepy településekkel határos. Lakosainak száma 413 fő (2024. január 1.).

## Népesség
A település lakosságának változását az alábbi diagram mutatja:
| Lakosok száma | 446  | 487  | 445  | 323  | 283  | 205  | 388  | 406  | 396  | 413  |
|               | 1869 | 1890 | 1921 | 1950 | 1980 | 2001 | 2017 | 2019 | 2022 | 2024 |